# STEK
STEK (Stichting En Kunstenaars) was een Rotterdams kunstenaarscollectief van 1987 tot 1991. Het doel van STEK was om zowel via activiteiten als in promotionele zin meer aandacht te genereren voor ruimtelijke beeldende kunst bij een groter publiek. STEK fungeerde als collectief met als doel de ruimtelijke beeldende kunst te promoten. Alle werkzaamheden waren onbezoldigd.

## Geschiedenis

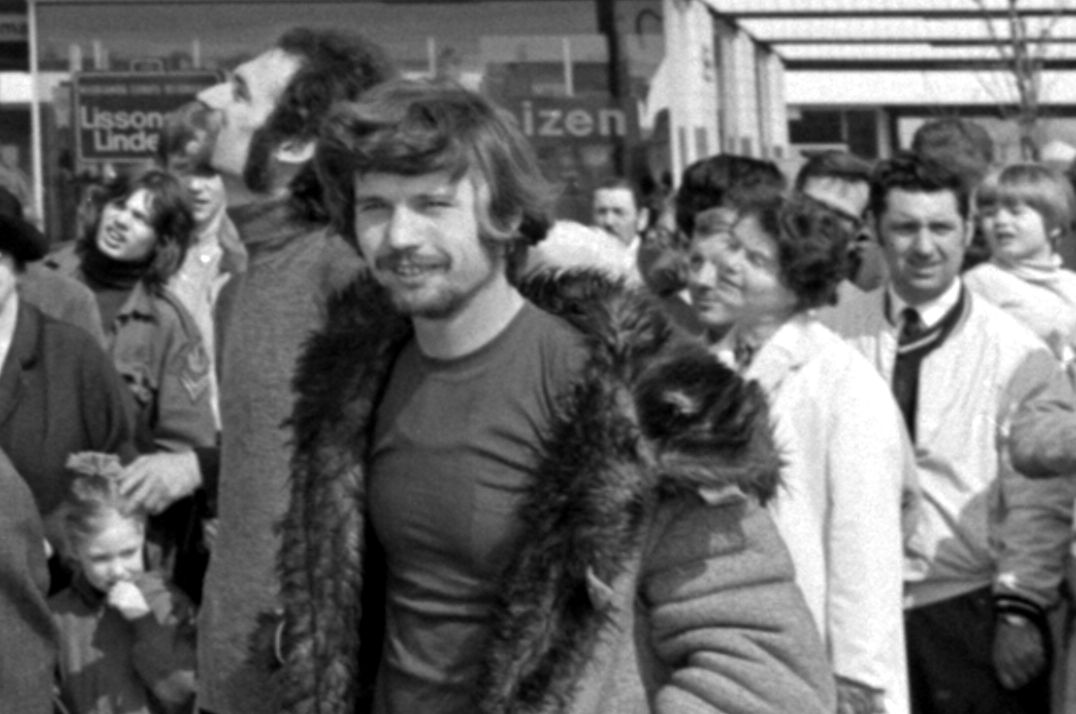
Per Abramsen in 1971

STEK werd opgericht door de beeldende kunstenaars Per Abramsen, Rob Maingay, Lex Schilperoord en Berry Koedam. Vervolgens namen Per Abramsen, Rob Maingay, Berry Koedam en Hans Walgenbach plaats in het bestuur en was er een raad van advies met mensen uit verschillende disciplines zoals architectuur en kunstbeleid.
STEK was gevestigd in een verbouwd schoolgebouw aan de Ommoordseweg 1, waarin werkateliers. De kunstenaars binnen het gebouw stelde drie expositieruimten (binnen en buiten) belangeloos ter beschikking aan collega’s en er was een apart gastatelier.
Het expositieprogramma ‘ruimtelijk werk in de ruimste zin van het woord’ werd samengesteld door Berry Koedam (curator), ondersteund door diverse externe kunstenaars en vrijwilligers. In het expositieprogramma werd regelmatig samengewerkt met instellingen, zoals het Keramisch Werkcentrum, “3 Beeldhouwers in Klei, Per Abramsen, Pjotr Muller, Herman Makkink” (catalogus), CBK Rotterdam, “Lon Pennock Beeld op de blaak” (catalogus) en gemeente Gouda.
En er werd deelgenomen aan projecten van de SRG (Stichting Rotterdamse Galeries) zoals “Beelden in Rotterdam, Toine Horvers, Rudy J. Luijters, Joris Michielsen, Eugene Terwindt en Albert van der Weide.” (catalogus) en de Foto Biënnale, John Blake (catalogus).
In 1988 werd een brongieterij gebouwd en ingericht door Per Abramsen en Rob Maingay, waar collega’s tegen materiaalvergoeding beelden konden (leren) gieten. Het bronscollectief verhuisde omstreeks 2001 naar Hoogvliet en werd het collectief ‘sCULpTUUR’, waar het nog jaren onder voorzitterschap van Per Abramsen heeft gefunctioneerd.
Fred Kies ontwierp het logo van STEK en Harm de Grijs fotografeerde de tentoonstellingen en maakte fotoreportages.

## Kunstenaars
1. George Belzer
2. Maria Berkhout
3. Anton Broos
4. Chris Bouma
5. Dre Devens
6. Wies de Bles
7. Frans de Wit
8. Jacqueline Heerema
9. John Blake
10. Marianne Grootenboer
11. Joris Michielse
12. Margriet Luyten
13. Rudy Luijters
14. Herman Lamers
15. Jolanda Prinsen
16. Lon Pennock
17. Roel Teeuwen
18. Ruud Dijkers
19. Tineke van Veen
20. Marcelle van Bemmel
21. Albert van der Weide
22. Eugene ter Windt
23. Toine Horvers
24. Yvonne Struys